# جلان ويلسون
جلان ويلسون (بالإنجليزية: Glen Wilson)‏ (2 يوليو 1929 المملكة المتحدة - 1 يناير 2005) هو لاعب كرة قدم بريطاني.